# Susanne Lütz
Susanne Lütz (* 1963 in Essen) ist eine deutsche Politikwissenschaftlerin.

## Leben
Nach dem Abitur 1982 studierte sie von 1982 bis 1989 Sozialwissenschaft, Geschichte und Volkswirtschaft an der Universität Duisburg; Abschluss: Diplom-Sozialwissenschaftlerin, Studienrichtung Politische Wissenschaft. Nach der Promotion (1989–1992) zur Dr. sc. pol in Duisburg als Stipendiatin der Stiftung Volkswagenwerk, zunächst im Rahmen des Graduiertenkollegs für Sozialwissenschaften an der Universität zu Köln, dann am Max-Planck-Institut für Gesellschaftsforschung und der Habilitation 2001 an der FernUniversität Hagen, venia legendi im Fach Politikwissenschaft (Thema der Habilitation: Der Staat und die Globalisierung von Finanzmärkten. Regulative Politik in Deutschland, Großbritannien und den USA) lehrte sie von 2003 bis 2008 als Professorin an der FernUniversität in Hagen, Lehrgebiet Politische Regulierung und Steuerung (C3), von 2008 bis 2017 	als Professorin an der FU Berlin, Otto-Suhr-Institut für Politikwissenschaft, Schwerpunkt Internationale Politische Ökonomie (W3) und seit 2017 als Professorin für Internationale Politik in Hagen (W3).
Ihre Forschungsschwerpunkte sind internationale Organisationen in Mehrebenensystemen, Verschuldung und Kreditvergabe in der Europäischen Union, nationale und transnationale Regulierung von Märkten (Finanzmarkt, Corporate Governance, Geistige Eigentumsrechte) und nationale Kapitalismusmodelle im Wandel.

## Schriften (Auswahl)
- Die Steuerung industrieller Forschungskooperation. Funktionsweise und Erfolgsbedingungen des staatlichen Förderinstrumentes Verbundforschung. Frankfurt am Main 1993, ISBN 3-593-34897-7.
- Der Staat und die Globalisierung von Finanzmärkten. Regulative Politik in Deutschland, Großbritannien und den USA. Frankfurt am Main 2002, ISBN 3-593-37123-5.
- mit Roland Czada und Stefan Mette: Regulative Politik. Zähmungen von Markt und Technik. Opladen 2003, ISBN 3-8100-2859-2.
- mit Renate Mayntz, Armin von Bogdandy und Philipp Genschel: Globale Strukturen und deren Steuerung. Auswertung der Ergebnisse eines Förderprogramms der VolkswagenStiftung. Köln 2005, OCLC 314459073.